# Acrochordopus
Acrohordopus és un gènere de petits ocells passeriformes de la família dels tirànids (Tyrannidae). Agrupa dues espècies que es troben a Bolívia, Colòmbia, Costa Rica, Equador, Panamà, Perú, Veneçuela, Argentina, Brasil, Paraguai i Uruguai.

## Taxonomia
El gènere Acrohordopus va ser introduït l'any 1905 pels ornitòlegs Hans von Berlepsch i Carl Eduard Hellmayr. Van designar l'espècie tipus com a Phyllomyias subviridis (Pelzeln), que és un sinònim menor de Phyllomyias burnmeisteri (Cabanis i Heine), el tiranet de Burmeister. El nom del gènere combina el grec antic «ακροχορδων (akrokhordōn)», «ακροχορδονος (akrokhordonos)» que significa “berruga” amb «πους (pous)», «ποδος (podos)» que significa “peu”.
Les dues espècies són molt semblants en aparença i antigament es consideraven coespecífiques. Es van dividir en funció de les diferències de vocalització i genètica. Aquestes espècies es van situar anteriorment al gènere Phyllomyias. Un gran estudi filogenètic molecular de Michael Harvey et al. publicat el 2020 va trobar que el gènere Phyllomyias era parafilètic. Com a part de la reorganització per crear gèneres monotípics, es va ressuscitar el gènere Acrohordopus per contenir les següents dues espècies anteriors.
- Acrohordopus burmeisteri - tiranet de Burmeister.
- Acrohordopus zeledoni -  tiranet frontblanc.